# Südkoreanische Fußballnationalmannschaft (U-20-Männer)
Die südkoreanische U-20-Fußballnationalmannschaft ist eine Auswahlmannschaft südkoreanischer Fußballspieler. Sie unterliegt der Korea Football Association und repräsentiert sie international auf U-20-Ebene, etwa in Freundschaftsspielen gegen die Auswahlmannschaften anderer nationaler Verbände oder bei U-20-Weltmeisterschaften und U-19-Asienmeisterschaften.
Die besten Ergebnisse der Mannschaft bei Weltmeisterschaften waren der vierte Platz 1983 und 2023 sowie das dreimalige Erreichen des Viertelfinales (1991 1, 2009 und 2013).
Die Mannschaft ist mit zwölf Titeln Rekordsieger der U-19-Asienmeisterschaft.

## Teilnahme an U-20-Weltmeisterschaften
| 1977 | nicht teilgenommen |
| 1979 | Vorrunde           |
| 1981 | Vorrunde           |
| 1983 | 4. Platz           |
| 1985 | nicht qualifiziert |
| 1987 | nicht qualifiziert |
| 1989 | nicht qualifiziert |
| 1991 | Viertelfinale 1    |
| 1993 | Vorrunde           |
| 1995 | nicht qualifiziert |
| 1997 | Vorrunde           |
| 1999 | Vorrunde           |
| 2001 | nicht qualifiziert |
| 2003 | Achtelfinale       |
| 2005 | Vorrunde           |
| 2007 | Vorrunde           |
| 2009 | Viertelfinale      |
| 2011 | Achtelfinale       |
| 2013 | Viertelfinale      |
| 2015 | nicht qualifiziert |
| 2017 | Achtelfinale       |
| 2019 | 2. Platz           |
| 2021 | abgesagt           |
| 2023 | 4. Platz           |

## Teilnahme an U-19-Asienmeisterschaften
(bis 2006 Junioren-Asienmeisterschaft)
| 1959 | Sieger             |
| 1960 | Sieger             |
| 1961 | 4. Platz           |
| 1962 | 2. Platz           |
| 1963 | Sieger 2           |
| 1964 | 4. Platz           |
| 1965 | Vorrunde           |
| 1966 | Viertelfinale      |
| 1967 | Vorrunde           |
| 1968 | 3. Platz           |
| 1969 | Viertelfinale      |
| 1970 | 3. Platz           |
| 1971 | 2. Platz           |
| 1972 | 2. Platz           |
| 1973 | 3. Platz           |
| 1974 | 3. Platz           |
| 1975 | nicht teilgenommen |
| 1976 | 3. Platz           |
| 1977 | Viertelfinale      |
| 1978 | Sieger 1           |
| 1980 | Sieger             |
| 1982 | Sieger             |
| 1984 | nicht qualifiziert |
| 1986 | Vorrunde           |
| 1988 | Vorrunde           |
| 1990 | Sieger             |
| 1992 | 2. Platz           |
| 1994 | Vorrunde           |
| 1996 | Sieger             |
| 1998 | Sieger             |
| 2000 | Vorrunde           |
| 2002 | Sieger             |
| 2004 | Sieger             |
| 2006 | 3. Platz           |
| 2008 | Halbfinale         |
| 2010 | Halbfinale         |
| 2012 | Sieger             |
| 2014 | Vorrunde           |
| 2016 | Vorrunde           |
| 2018 | 2. Platz           |
| 2023 | Halbfinale         |
| 2025 | Halbfinale         |

## Auswahl ehemaliger Spieler
- Hwang Hee-chan (2013–2014, A-Nationalspieler)
- Kwon Chang-hoon (2011–2013, A-Nationalspieler)
- Lee Kang-in (seit 2017, A-Nationalspieler)
- Paik Seung-ho (2014–2017, A-Nationalspieler)
- Hwang Ui-jo (2011, A-Nationalspieler)
- Lee Jin-hyun (2015–2017, A-Nationalspieler)
- Lee Chung-yong (2006–2007, A-Nationalspieler)
- Cha Bum-kun (1970–1972, A-Nationalspieler)
- Lee Dong-gook (1998–1999, A-Nationalspieler)
- Ki Sung-yueng (2006–2007, A-Nationalspieler)
- Park Sung-hwa (1975, A-Nationalspieler)